# Kay Smart
Kay Smart, de nacimiento Pentice (Lambeth, Londres, el 13 de marzo de 1926-Jersey, 25 de septiembre de 2016) fue una artista y empresaria de circo británica de la dinastía circense Smart. Fue miembro de la Orden de Lady Ratlings y del Consejo de Administración del Fondo Benéfico para Artistas y Actores en Brimsworth House, Twickenham.

## Trayectoria
Era hija de una costurera de teatro, Adeline Manning y un acróbata de circo, Albert Pentice. Su padre resultó gravemente herido en la Batalla del Somme en 1916, durante la Primera Guerra Mundial, lo que le provocó una parálisis en un brazo que puso fin a su carrera artística. Su madre murió cuando ella tenía tres años y pasó su infancia recorriendo Inglaterra con su padre y su hermano, Rocky, con quien realizaba números acrobáticos.
En 1940 formó un dúo con su hermano llamado The Pavions. Cuando su hermano se unió al ejército en 1943, se mudó a Blackpool, donde trabajó como directora de Trolly Buses, al tiempo que actuaba en un número de trapecio llamado The Juleos en el Circo Coady.
En 1945, el empresario Billy Smart visitó el circo en el que actuaba Pentice. Smart provenía de una familia londinense de feriantes, aficionada a los caballos y al circo, y decidió comprar la carpa. El circo pasó a llamarse New World Circus de Billy Smart en 1946. Inicialmente estaba gestionado en conjunto con su feria de atracciones pero, en 1952, la feria desapareció por el circo, que pasó de su carpa de dos postes a una carpa circular de cuatro postes con capacidad para 6 000 personas, una pista de hipódromo y una enorme carpa de entrada, lo que permitió la celebración de espectaculares desfiles, que se convirtieron en su sello distintivo.
Pentice se casó con Ronnie Smart, el hijo mayor de Smart, el 12 de marzo de 1950. En el Circo Smart, trabajó con los caballos y otros animales como osos polares, y fue la responsable de la orquesta y la música, los helados, las bebidas y la venta de globos. También desempeñó un papel relevante como relaciones públicas, dando entrevistas en radio y televisión sobre la vida circense: el 26 de mayo de 1958 fue entrevistada en el programa de radio de la BBC Desert Island Discs y a principios de los 60 participó en el concurso What's My Line. Más tarde, también se hizo cargo de la gestión de la taquilla. Finalmente, tuvo que dejar sus actuaciones.
Junto a su marido fundaron el Windsor Safari Park, que abrió sus puertas en 1969. Los Smart abandonaron el circo itinerante en 1971 por varias razones, por un lado, la muerte de su suegro, pero, sobre todo, por el aumento de costes: la comida de los animales, los honorarios de los artistas, la gasolina, y, eventualmente, el contrato con British Rail para el transporte de animales, que triplicó su precio. La pareja se centró en su trabajo en el nuevo negocio y en el circo no itinerante hasta que lo vendieron en 1988.
La pareja se mudó a España durante un tiempo y más tarde a Jersey. En 1993 relanzaron el Circo de Billy Smart en Richmond con la ayuda de su hijo Gary. Estuvieron trabajando en este espectáculo, en el que se encargaba del vestuario y la música hasta la temporada de 1998, tras la cual vendieron el equipo para empezar a coproducir un espectáculo junto con Tony Hopkins, un amigo de la familia. Finalmente, regresaron al Reino Unido y se establecieron en Ascot, Berkshire.
Fue miembro de la Orden de Lady Ratlings, asociación creada para fomentar la conexión y el encuentro entre mujeres profesionales de las artes de diversos ámbitos. También formó parte del Consejo de Administración del Fondo Benéfico para Artistas y Actores en Brimsworth House, Twickenham.
Falleció en 2016.

## Reconocimientos
En 2011 apareció en la serie de documentales Timeshift con el episodio llamado When the Circus Comes to Town dirigido por Rebecca Whyte, emitido por la BBC.